# Gabriele Hauser
Gabriele Hauser (* 24. März 1955 in Sasbach, Landkreis Bühl) ist eine deutsche Juristin und politische Beamtin (CDU). Sie war von 2004 bis 2009 Staatssekretärin im Sächsischen Staatsministerium der Justiz.

## Leben
Gabriele Hauser ist die jüngste Tochter von des Richters und CDU-Politikers Hugo Hauser (von 1960 bis 1976 Mitglied des Deutschen Bundestages). Nach dem Abitur studierte sie Rechtswissenschaft an den Universitäten Heidelberg, Genf und München. 1984 wurde sie Proberichterin beim Landgericht Mannheim, es folgten Stationen beim Amtsgericht Wiesloch und der Staatsanwaltschaft Heidelberg und 1986 die Ernennung zur Staatsanwältin. Von 1987 bis 1991 war Hauser als Dozentin an der Hochschule für Rechtspflege Schwetzingen beschäftigt. Im Oktober 1991 wurde sie an das Bezirksgericht Dresden abgeordnet und 1993 endgültig in die sächsische Justiz versetzt. Gleichzeitig wurde sie Richterin am Oberlandesgericht Dresden. In den Jahren 1995 bis 1998 arbeitete Hauser als Referatsleiterin mit Personalverantwortung im Sächsischen Staatsministerium der Justiz, anschließend wurde sie zur Vorsitzenden Richterin am Oberlandesgericht Dresden ernannt.
Ab dem 24. November 2004 war Hauser sächsische Staatssekretärin der Justiz, nachdem ihr Amtsvorgänger Geert Mackenroth zum Staatsminister für Justiz aufstieg. 2006 trat Hauser in die CDU ein. Sie schied im September 2009 unter dem neuen Justizminister Jürgen Martens (FDP) aus dem Amt.
Nach der Abberufung als Staatssekretärin trat sie zum 1. März 2010 eine neue Position als Ministerialdirektorin und Abteilungsleiterin im Bundesministerium des Innern an. Am 15. April 2014 wurde die Abteilungsleiterin für Migration, Integration, Flüchtlinge, Europäische Harmonisierung von Bundesinnenminister Thomas de Maizière erneut in den einstweiligen Ruhestand versetzt.